# Ri Csholmjong
Ri Csholmjong (hangul: 리철명, handzsa: 李哲敏, RR: Ri Chol-myong; Phenjan, 1988. február 18. –) észak-koreai válogatott labdarúgó.

## Pályafutása

### Klubcsapatban
A Phenjan csapatában játszik 2006 óta, melynek színeiben 2007-ben és 2009-ben megnyerte az észak-koreai bajnokságot. 

### A válogatottban
2007 és 2016 között 50 alkalommal játszott az észak-koreai válogatottban és 7 gólt szerzett Részt vett a 2010-es világbajnokságon, de nem lépett pályára egyetlen mérkőzésen sem.

#### Góljai a válogatottban
| # | Dátum              | Helyszín                                   | Ellenfél     | Eredmény | Végeredmény | Kiírás                         |
| - | ------------------ | ------------------------------------------ | ------------ | -------- | ----------- | ------------------------------ |
| 1 | 2010. február 19.  | Sugathadasa Stadion, Colombo, Srí Lanka    | Kirgizisztán | 4–0      | 4–0         | 2010-es AFC-kihívás kupa       |
| 2 | 2010. november 10. | Áden, Jemen                                | Jemen        | 1-1      | 1–1         | Barátságos                     |
| 3 | 2010. december 24. | Október 6 stadion, Egyiptom                | Kuvait       | 1–2      | 1–2         | Barátságos                     |
| 4 | 2012. március 13.  | Dasarat Rangasala Stadion, Katmandu, Nepál | India        | 4–0      | 4–0         | 2012-es AFC-kihívás kupa       |
| 5 | 2014. november 13. | Taipei Municipal Stadion, Tajpej, Tajvan   | Hongkong     | 1–0      | 2–1         | 2015-ös kelet-ázsiai-bajnokság |